# Solnhofen ősmaradványai
Ez a lista a solnhofeni litográf palában talált ősmaradványokat tartalmazza.

## Színkód
| Szín          | Jelentés |
| ------------- | --- |
| világosszürke | A rendszertan bevett taxonja tudományos konszenzussal, a név nem kérdéses.                                                |
| sötétszürke   | Olyan taxon, amely téves, kétes, szinonimája valamely más taxonnak vagy más módon rendszertanilag megkérdőjelezhető nevű. |
| barack        | Ichnotaxon, olyan parataxon, ami nyomfosszília alapján került leírásra.                                                   |
| halványkék    | Ootaxon, olyan parataxon, ami fosszilis tojásból került leírásra.                                                         |
| halványzöld   | Morfotaxon, olyan parataxon, amit csak egy-egy anatómiai részlet alapján írtak le.                                        |

## Plantae
| Nem     | Faj         | Jegyzet | Kép |
| ------- | ----------- | ------- | --- |
| Zamites | Z. feneonis |         |     |

## Chondrostei
| Nem            | Faj          | Jegyzet | Kép |
| -------------- | ------------ | ------- | --- |
| Coccolepis     | C. bucklandi |         |     |
| Heterodontus   | H. zitteli   |         |     |
| Paracestration | P. falcifer  |         |     |

## Chondrichthyes

### Semionotidae
| Nem       | Faj             | Jegyzet | Kép |
| --------- | --------------- | ------- | --- |
| Lepidotes | L. decoratus    |         |     |
| Lepidotes | L. intermedius  |         |     |
| Lepidotes | L. maximus      |         |     |
| Lepidotes | L. notopterus   |         |     |
| Lepidotes | L. oblongus     |         |     |
| Lepidotes | L. pustulosus   |         |     |
| Lepidotes | L. subovatus    |         |     |
| Lepidotes | L. unguiculatus |         |     |

### Macrosemiidae
| Nem         | Faj             | Jegyzet | Kép |
| ----------- | --------------- | ------- | --- |
| Histionotus | H. oberndorferi |         |     |
| Macrosemius | M. rostratus    |         |     |
| Notagogus   | N. decoratus    |         |     |
| Notagogus   | N. denticulatus |         |     |
| Propterus   | P. elongatus    |         |     |
| Propterus   | P. microstomus  |         |     |
| Eusemius    | E. beatae       |         |     |

### Pycnodontiformes
| Nem          | Faj            | Jegyzet | Kép |
| ------------ | -------------- | ------- | --- |
| Eomesodon    | E. gibbosus    |         |     |
| Gyrodus      | G. circularis  |         |     |
| Gyrodus      | G. hexagonus   |         |     |
| Mesodon      | M. macropterus |         |     |
| Mesturus     | M. verrucosus  |         |     |
| Macromesodon | M. heckeli     |         |     |
| Macromesodon | M. macropterus |         |     |
| Proscinetes  | P. elegans     |         |     |
| Proscinetes  | P. formosus    |         |     |

### Pachycormidae
| Nem                 | Faj              | Jegyzet | Kép |
| ------------------- | ---------------- | ------- | --- |
| Asthenocormus       | A. titanius      |         |     |
| Hypsocormus         | H. insignis      |         |     |
| Hypsocormus         | H. macrodon      |         |     |
| Orthocormus         | O. cornutus      |         |     |
| Pseudoasthenocormus | P. retrodorsalis |         |     |
| Sauropsis           | S. depressus     |         |     |
| Sauropsis           | S. longimanus    |         |     |

### Egyéb
| Nem            | Faj      | Jegyzet | Kép |
| -------------- | -------- | ------- | --- |
| Heterostrophus | H. latus |         |     |

### Caturidae
| Nem         | Faj              | Jegyzet | Kép |
| ----------- | ---------------- | ------- | --- |
| Amblysemius | A. bellicianus   |         |     |
| Amblysemius | A. pachyurus     |         |     |
| Caturus     | C. furcatus      |         |     |
| Caturus     | C. giganteus     |         |     |
| Liodesmus   | L. gracilis      |         |     |
| Liodesmus   | L. sprattiformis |         |     |

### Ionoscopidae
| Nem        | Faj              | Jegyzet | Kép |
| ---------- | ---------------- | ------- | --- |
| Ionoscopus | I. analibrevis   |         |     |
| Ionoscopus | I. cyprinoides   |         |     |
| Ionoscopus | I. esocinus      |         |     |
| Ionoscopus | I. münsteri      |         |     |
| Ionoscopus | I. striatissimus |         |     |

### Furidae
| Nem  | Faj               | Jegyzet | Kép |
| ---- | ----------------- | ------- | --- |
| Furo | F. angustus       |         |     |
| Furo | F. latimanus      |         |     |
| Furo | F. longiserratus  |         |     |
| Furo | F. microlepidotes |         |     |

### Egyéb halecomorphák
| Nem           | Faj         | Jegyzet  | Kép |
| ------------- | ----------- | -------- | --- |
| Amiopsis      | A. lepidota | Amiidae  |     |
| Ophiopsis     | O. attenuta |          |     |
| Ophiopsis     | O. procera  |          |     |
| Solnhofenamia | S. elongata | Amiidae. |     |

#### Besorolatlan halecomorphák
| Nem           | Faj                  | Jegyzet | Kép |
| ------------- | -------------------- | ------- | --- |
| Brachyichthys | B. radiato-punctatus |         |     |
| Brachyichthys | B. typicus           |         |     |
| Callopterus   | C. agassizzi         |         |     |
| Lophiurus     | L. minutus           |         |     |

### Pleuropholidae
| Nem          | Faj           | Jegyzet | Kép |
| ------------ | ------------- | ------- | --- |
| Pleuropholis | P. laevissima |         |     |
| Pleuropholis | P. pompecki   |         |     |
| Pleuropholis | P. wagneri    |         |     |

### Aspidorhynchidae
| Nem            | Faj             | Jegyzet | Kép |
| -------------- | --------------- | ------- | --- |
| Aspidorhynchus | A. acutirostris |         |     |
| Belonostomus   | B. muensteri    |         |     |
| Belonostomus   | B. tenuirostris |         |     |

### Pholidophoridae
| Nem               | Faj              | Jegyzet | Kép |
| ----------------- | ---------------- | ------- | --- |
| Ankylophorus      | Indeterminate.   |         |     |
| Eurycormus        | E. speciosus     |         |     |
| Pholidophoristion | P. micronyx      |         |     |
| Pholidophoristion | P. ovatus        |         |     |
| Pholidophorus     | P. armatus       |         |     |
| Pholidophorus     | P. diagonalis    |         |     |
| Pholidophorus     | P. falcifer      |         |     |
| Pholidophorus     | P. macrocephalus |         |     |
| Pholidophorus     | P. microps       |         |     |
| Pholidophorus     | P. sculptus      |         |     |

### Allothrissopidae
| Nem            | Faj           | Jegyzet | Kép |
| -------------- | ------------- | ------- | --- |
| Allothrissops  | A. mesogaster |         |     |
| Allothrissops  | A. salmoneus  |         |     |
| Pachythrissops | P. propterus  |         |     |
| Thrissops      | T. formosus   |         |     |
| Thrissops      | T. subovatus  |         |     |

### Orthogonikleithridae
| Nem                | Faj              | Jegyzet | Kép |
| ------------------ | ---------------- | ------- | --- |
| Leptolepides       | L. haerteisi     |         |     |
| Leptolepides       | L. sprattiformis |         |     |
| Leptolepis         | L. dubia         |         |     |
| Orthogonikleithrus | O. hoelli        |         |     |
| Orthogonikleithrus | O. leichi        |         |     |

### Anaethalionidae
| Nem         | Faj              | Jegyzet | Kép |
| ----------- | ---------------- | ------- | --- |
| Anaethalion | A. angustissimus |         |     |
| Anaethalion | A. angustus      |         |     |
| Anaethalion | A. knorri        |         |     |
| Anaethalion | A. subovatus     |         |     |

### Egyéb halak
| Nem               | Faj             | Jegyzet | Kép |
| ----------------- | --------------- | ------- | --- |
| Ascalabos         | A. voithii      |         |     |
| Daitingichthys    | D. tischlingeri |         |     |
| Eichstättia       | E. mayri        |         |     |
| Elops             | cf. E. sp. 1    |         |     |
| Elops             | cf. E. sp. 2    |         |     |
| Elops             | cf. E. sp. 3    |         |     |
| Tharsis           | T. dubius       |         |     |
| Thrissops         | T. subovatus    |         |     |
| Tischlingerichtys | T. viohli       |         |     |
| Undina            | U. penicillata  |         |     |

## Hüllők

### Chelonia
| Nem          | Faj | Jegyzet | Kép |
| ------------ | --- | ------- | --- |
| Eurystenidae |     |         |     |

### Sphaenodontidae
| Nem          | Faj            | Jegyzet | Kép |
| ------------ | -------------- | ------- | --- |
| Homoeosaurus | H. maximiliani |         |     |

### Dinoszauruszokésmadarak
| Nem           | Faj              | Jegyzet | Kép |
| ------------- | ---------------- | ------- | --- |
| Archaeopteryx | A. bavarica      |         |     |
| Archaeopteryx | A. lithographica |         |     |
| Compsognathus | C. longipes      |         |     |
| Wellnhoferia  | W. grandis       |         |     |

### Pterosauria
| Nem             | Faj                     | Jegyzet                                                                                | Kép |
| --------------- | ----------------------- | -------------------------------------------------------------------------------------- | --- |
| Anurognathus    | A. ammoni               |                                                                                        |     |
| Ctenochasma     | C. roemeri              |                                                                                        |     |
| Ctenochasma     | C. elegans              | eredeti besorolása Pterodactylus elegans                                               |     |
| Ctenochasma     | C. taqueti              |                                                                                        |     |
| Cycnorhamphus   | C. suevicus             | eredeti besorolása Pterodactylus suevicus                                              |     |
| Germanodactylus | G. cristatus            | eredeti besorolása Pterodactylus cristatus                                             |     |
| Germanodactylus | G. rhamphastinus        |                                                                                        |     |
| Gnathosaurus    | G. subulatus            |                                                                                        |     |
| Pterodactylus   | P. antiquus             | jelenleg csak egy faj érvényes                                                         |     |
| Pterodactylus   | P. arningi              | jelenleg csak egy faj érvényes                                                         |     |
| Pterodactylus   | P. brevirostris         | jelenleg csak egy faj érvényes                                                         |     |
| Pterodactylus   | P. cerinensis           | jelenleg csak egy faj érvényes                                                         |     |
| Pterodactylus   | P. crocodilocephaloides | jelenleg csak egy faj érvényes                                                         |     |
| Pterodactylus   | P. grandipelvis         | jelenleg csak egy faj érvényes                                                         |     |
| Pterodactylus   | P. kochi                | jelenleg csak egy faj érvényes                                                         |     |
| Pterodactylus   | P. longirostris         | jelenleg csak egy faj érvényes                                                         |     |
| Pterodactylus   | P. manseli              | jelenleg csak egy faj érvényes                                                         |     |
| Pterodactylus   | P. maximus              | jelenleg csak egy faj érvényes                                                         |     |
| Pterodactylus   | P. meyeri               | jelenleg csak egy faj érvényes                                                         |     |
| Pterodactylus   | P. micronyx             | jelenleg csak egy faj érvényes                                                         |     |
| Pterodactylus   | P. nettecephaloides     | jelenleg csak egy faj érvényes                                                         |     |
| Pterodactylus   | P. pleydelli            | jelenleg csak egy faj érvényes                                                         |     |
| Pterodactylus   | P. pulchellus           | jelenleg csak egy faj érvényes                                                         |     |
| Pterodactylus   | P. redenbacheri         | jelenleg csak egy faj érvényes                                                         |     |
| Pterodactylus   | P. scolopaciceps        | jelenleg csak egy faj érvényes                                                         |     |
| Pterodactylus   | P. spectabilis          | jelenleg csak egy faj érvényes                                                         |     |
| Pterodactylus   | P. suprajurensis        | jelenleg csak egy faj érvényes                                                         |     |
| „Pterodactylus” | P. longicollum          | Korábban Pterodactylusként sorolták be, de inkább Gnathosaurus és vagy Germanodactylus |     |
| Rhamphorhynchus | R. carnegiei            | jelenleg csak egy faj érvényes                                                         |     |
| Rhamphorhynchus | R. curtimanus           | jelenleg csak egy faj érvényes                                                         |     |
| Rhamphorhynchus | R. gemmingi             | jelenleg csak egy faj érvényes                                                         |     |
| Rhamphorhynchus | R. grandis              | jelenleg csak egy faj érvényes                                                         |     |
| Rhamphorhynchus | R. hirundinaceus        | jelenleg csak egy faj érvényes                                                         |     |
| Rhamphorhynchus | R. intermedius          | jelenleg csak egy faj érvényes                                                         |     |
| Rhamphorhynchus | R. kokeni               | jelenleg csak egy faj érvényes                                                         |     |
| Rhamphorhynchus | R. longicaudus          | jelenleg csak egy faj érvényes                                                         |     |
| Rhamphorhynchus | R. longimanus           | jelenleg csak egy faj érvényes                                                         |     |
| Rhamphorhynchus | R. mayeri               | jelenleg csak egy faj érvényes                                                         |     |
| Rhamphorhynchus | R. megadactylus         | jelenleg csak egy faj érvényes                                                         |     |
| Rhamphorhynchus | R. muensteri            | jelenleg csak egy faj érvényes                                                         |     |
| Rhamphorhynchus | R. phyllurus            | jelenleg csak egy faj érvényes                                                         |     |
| Rhamphorhynchus | R. secondarius          | jelenleg csak egy faj érvényes                                                         |     |
| Rhamphorhynchus | R. suevicus             | jelenleg csak egy faj érvényes                                                         |     |
| Scaphognathus   | S. crassirostris        | eredeti neve P. crassirostris, 1831. August Goldfuss                                   |     |

## Gerinctelenek

### Insecta
| Nem           | Faj           | Jegyzet | Kép |
| ------------- | ------------- | ------- | --- |
| Cymatophlebia | C. longialata |         |     |
| Ditomoptera   | D. dubia      |         |     |
| Kalligramma   | K. haeckeli   |         |     |
| Petalura      | P. eximia     |         |     |

### Crustacea
| Nem        | Faj                | Jegyzet | Kép |
| ---------- | ------------------ | ------- | --- |
| Eryon      | E. arctiformis     |         |     |
| Mecochirus | M. longimanatus    |         |     |
| Aeger      | A. elegans         |         |     |
| Eryma      | Eryma modestiforme |         |     |

### Crinoidea
| Nem       | Faj        | Jegyzet | Kép |
| --------- | ---------- | ------- | --- |
| Saccocoma | S. tenella |         |     |
| Saccocoma | S. alpina  |         |     |

### Cephalopoda
| Nem            | Faj      | Jegyzet | Kép |
| -------------- | -------- | ------- | --- |
| Belemnotheutis | B. mayri |         |     |

### Xiphosura
| Nem         | Faj       | Jegyzet | Kép |
| ----------- | --------- | ------- | --- |
| Mesolimulus | M. walchi |         |     |